# Palladiovy vily v Benátsku
Palladiovy vily jsou souborem benátských vil (z území Benátské republiky), soustředěných převážně v provincii Vicenza, které postavil kolem poloviny 16. století architekt Andrea Palladio pro nejvýznamnější místní rodiny, především aristokraty, ale i některé příslušníky vyšší střední třídy Benátské republiky. 
Spolu s městem Vicenza s 23 palladiánskými paláci bylo v letech 1994-1996 na seznam světového dědictví UNESCO zapsáno 24 vil v regionu Benátsko.
Palladiánské vily se lišily od římských vil a toskánských vil Medicejských: nebyly určeny pouze pro volný čas svých majitelů, ale byly především výrobními komplexy. Vily byly obklopeny rozsáhlými plochami obdělávaných polí a vinic a jejich součástí byly sklady, stáje a skladiště pro zemědělské práce. Obvykle měly postranní křídla, barchesse, určená pro pracovní místnosti, která racionálně oddělovala prostor centrální části určené pro majitele od prostoru pro dělníky, aby se jednotlivé činnosti nepřekrývaly. Centrální těleso je zase rozděleno vertikálně, přičemž každé patro plní jiné funkce.
Palladiovy vily se i díky svým popisům a podrobným nákresům, které Palladio zveřejnil ve svém pojednání I quattro libri dell'architettura (1570), staly na staletí předmětem studia evropských i mimoevropských architektů, kteří se jimi inspirovali při svých realizacích.
Město Vicenza a Palladiovy vily v Benátsku je název kulturní památky světového dědictví UNESCO, která mimo město Vicenzu obsahuje řadu staveb italského architekta Andrea Palladia. Název této památky původně zněl pouze „Vicenza, Palladiovo město“ (angl. „Vicenza, City of Palladio“), přičemž zahrnovala jen stavby z Vicenzy. V roce 1996 byly však ke světovému dědictví začleněny i stavby mimo Vicenzu, a název tak byl rozšířen na ten současný. Zřejmě nejznámější Palladiovou stavbou je vila La Rotonda na okraji Vicenzy. 

## Seznam Palladiových vil v seznamu UNESCO
| #       | Jméno                              | Město                    | Provincie         | Obrázek | Lokalita             |
| ------- | ---------------------------------- | ------------------------ | ----------------- | ------- | -------------------- |
| 712-002 | Villa Trissino                     | Vicenza                  | Provincie Vicenza |         | 45° s. š., 33° v. d. |
| 712-003 | Villa Gazzotti Grimani             | Vicenza                  | Provincie Vicenza |         | 45° s. š., 33° v. d. |
| 712-004 | Villa Almerico Capra, «La Rotonda» | Vicenza                  | Provincie Vicenza |         | 45° s. š., 31° v. d. |
| 712-005 | Villa Angarano                     | Bassano del Grappa       | Provincie Vicenza |         | 45° s. š., 46° v. d. |
| 712-006 | Villa Caldogno                     | Caldogno                 | Provincie Vicenza |         | 45° s. š., 36° v. d. |
| 712-007 | Villa Chiericati                   | Grumolo delle Abbadesse  | Provincie Vicenza |         | 45° s. š., 30° v. d. |
| 712-008 | Villa Forni Cerato                 | Montecchio Precalcino    | Provincie Vicenza |         | 45° s. š., 39° v. d. |
| 712-009 | Villa Godi                         | Lonedo di Lugo Vicentino | Provincie Vicenza |         | 45° s. š., 44° v. d. |
| 712-010 | Villa Pisani                       | Bagnolo di Lonigo        | Provincie Vicenza |         | 45° s. š., 21° v. d. |
| 712-011 | Villa Poiana                       | Poiana Maggiore          | Provincie Vicenza |         | 45° s. š., 16° v. d. |
| 712-012 | Villa Saraceno                     | Agugliaro                | Provincie Vicenza |         | 45° s. š., 18° v. d. |
| 712-013 | Villa Thiene                       | Quinto Vicentino         | Provincie Vicenza |         | 45° s. š., 34° v. d. |
| 712-014 | Villa Trissino                     | Sarego                   | Provincie Vicenza |         | 45° s. š., 25° v. d. |
| 712-015 | Villa Valmarana                    | Bolzano Vicentino        | Provincie Vicenza |         | 45° s. š., 35° v. d. |
| 712-016 | Villa Valmarana                    | Monticello Conte Otto    | Provincie Vicenza |         | 45° s. š., 34° v. d. |
| 712-017 | Villa Badoer, «La Badoera»         | Fratta Polesine          | Provincie Rovigo  |         | 45° s. š., 1° v. d.  |
| 712-018 | Villa Barbaro                      | Maser                    | Provincie Treviso |         | 45° s. š., 48° v. d. |
| 712-019 | Villa Emo                          | Vedelago                 | Provincie Treviso |         | 45° s. š., 42° v. d. |
| 712-020 | Villa Zeno                         | Cessalto                 | Provincie Treviso |         | 45° s. š., 42° v. d. |
| 712-021 | Villa Foscari, «La Malcontenta»    | Mira                     | Provincie Venezia |         | 45° s. š., 26° v. d. |
| 712-022 | Villa Pisani                       | Montagnana               | Provincie Padova  |         | 45° s. š., 13° v. d. |
| 712-023 | Villa Cornaro                      | Piombino Dese            | Provincie Padova  |         | 45° s. š., 36° v. d. |
| 712-024 | Villa Serego                       | San Pietro in Cariano    | Provincie Verona  |         | 45° s. š., 29° v. d. |
| 712-025 | Villa Piovene                      | Lugo Vicentino           | Provincie Vicenza |         | 45° s. š., 44° v. d. |

V současnosti není vila Trissino v Cricoli většinou kritiků připisována Palladiovi, ale zůstává tradičně spojována s jeho jménem.

## Další vily

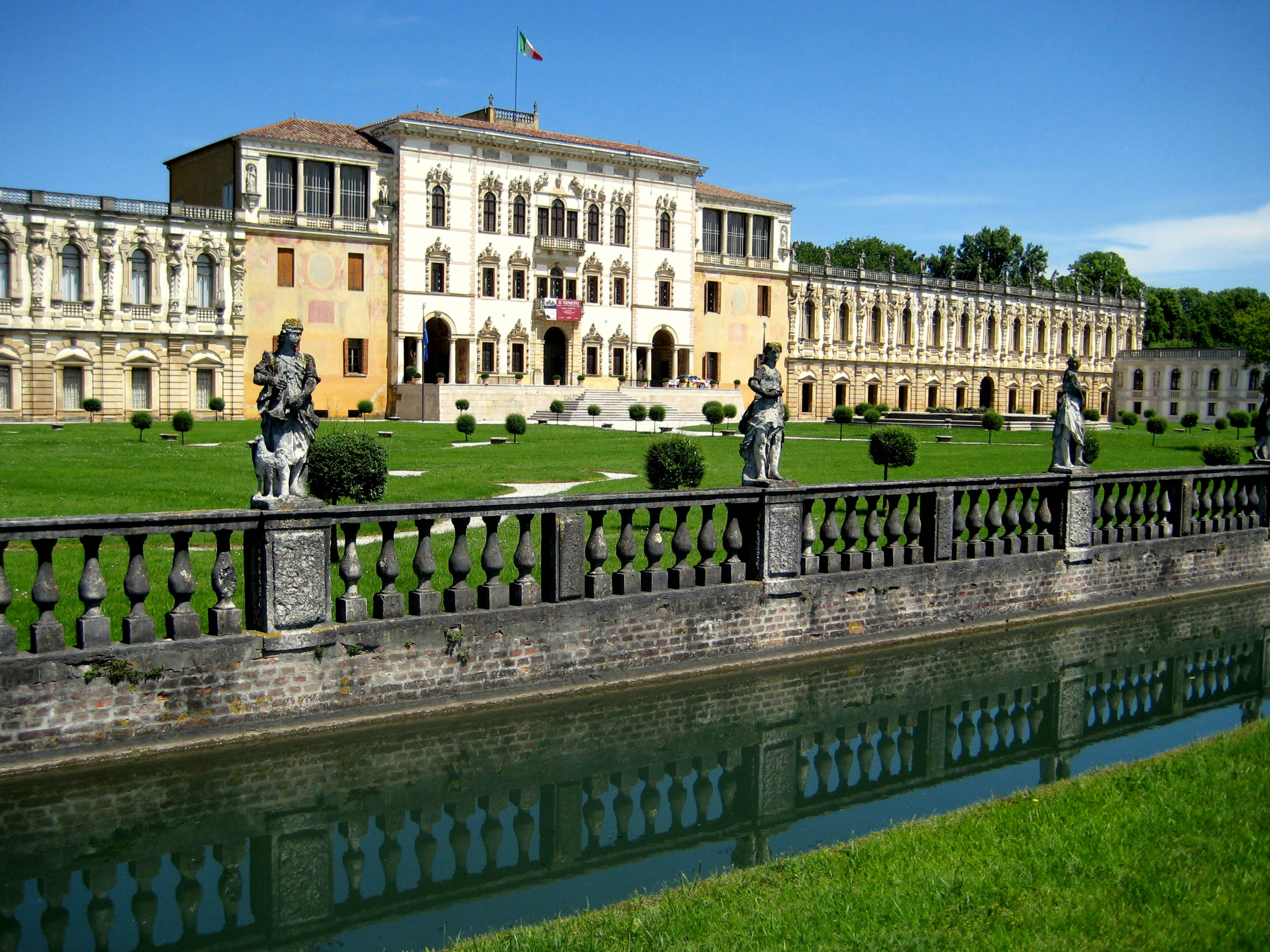
Villa Contarini, una delle più grandi ville venete.

Další palladiánské vily (nebo jejich části), které nejsou na seznamu UNESCO:
- Villa Thiene (Cicogna di Villafranca Padovana): nedostavěná, postavená pouze barchessa
- Villa Repeta (Campiglia dei Berici): zničená požárem a přestavěné do jiné podoby
- Villa Porto (Molina di Malo): nedostavěná
- Villa Porto (Vivaro di Dueville): nejistá atribuce, ačkoli se tradičně připisuje Palladiovi
- Villa Contarini (Piazzola sul Brenta): jádro vily je pravděpodobně od Palladia
- Villa Arnaldi (Sarego), nedostavěná

## Související
- Benátská vila
- Palladiánská architektura
- Barchessa